# Ray Taylor (regista)
Ray Taylor (Perham, 1º dicembre 1888 – Hollywood, 15 febbraio 1952) è stato un regista statunitense.
Ha diretto più di 150 film tra il 1926 e il 1949.

## Filmografia

### Regista
- Fighting with Buffalo Bill (1926)
- Trail of Trickery (1926)
- Menace of the Mounted (1927)
- The Courage of Collins (1927)
- A Ranger's Romance (1927)
- An Exciting Day (1927)
- Whispering Smith Rides (1927)
- Barrymore Tommy (1927)
- The Plumed Rider (1927)
- The Vanishing Rider (1928)
- The Clean-Up Man (1928)
- A Final Reckoning (1928)
- The Avenging Shadow  (1928)
- The Scarlet Arrow (1928)
- Quick Triggers  (1928)
- Greased Lightning (1928)
- The Crimson Canyon (1928)
- Tarzan the Mighty (1928)
- Beauty and Bullets (1928)
- The Border Wildcat (1929)
- A Rider of the Sierras (1929)
- Eyes of the Underworld, co-regia di Leigh Jason (1929)
- Perilous Paths (1929)
- Come Across (1929)
- The Pirate of Panama (1929)
- The Ridin' Demon (1929)
- The Ace of Scotland Yard (1929)
- Seeing Stars (1930)
- The Jade Box - serial cinematografico (1930)
- Chinese Blues (1930)
- Halloween (1930)
- Schoolmates (1930)
- Finger Prints (1931)
- Danger Island (1931)
- The One Way Trail (1931)
- La prateria in fiamme (Battling with Buffalo Bill) (1931)
- Detective Lloyd (1932)
- The Airmail Mystery (1932)
- Heroes of the West (1932)
- Jungle Mystery - serial (1932)
- Clancy of the Mounted (1933)
- The Phantom of the Air (1933)
- Gordon of Ghost City (1933)
- Perils of Pauline (1933)
- The Return of Chandu (1934)
- Pirate Treasure (1934)
- The Return of Chandu (1934)
- The Fighting Trooper (1934)
- The Roaring West (1935)
- Outlawed Guns (1935)
- Chandu on the Magic Island (1935)
- The Throwback (1935)
- Tailspin Tommy in The Great Air Mystery (1935)
- The Ivory-Handled Gun (1935)
- Sunset of Power (1936)
- Silver Spurs (1936)
- Flash Gordon (1936)
- The Cowboy and the Kid (1936)
- The Phantom Rider (1936)
- The Vigilantes Are Coming (1936)
- The Three Mesquiteers (1936)
- Robinson Crusoe nell'isola misteriosa (Robinson Crusoe of Clipper Island) (1936)
- Dick Tracy - serial cinematografico (1937)
- The Painted Stallion (1937)
- Drums of Destiny (1937)
- Raw Timber (1937)
- The Mystery of the Hooded Horsemen (1937)
- Boss of Lonely Valley (1937)
- Tex Rides with the Boy Scouts (1937)
- Sudden Bill Dorn (1937)
- Un'avventura hawaiana (Hawaiian Buckaroo) (1938)
- The Painted Stallion (1938)
- Frontier Town (1938)
- Fascino del West (Rawhide) (1938)
- Flaming Frontiers (1938)
- Panamint's Bad Man (1938)
- Il ragno nero (The Spider's Web) (1938)
- Scouts to the Rescue (1939)
- Flying G-Men (1939)
- The Green Hornet - serial cinematografico (1940)
- West of Carson City (1940)
- Boss of Bullion City (1940)
- Riders of Pasco Basin (1940)
- Flash Gordon - I conquistatori dell'Universo (Flash Gordon Conquers the Universe) (1940)
- Bad Man from Red Butte (1940)
- Winners of the West (1940)
- Ragtime Cowboy Joe (1940)
- Law and Order (1940)
- Pony Post (1940)
- Bury Me Not on the Lone Prairie (1941)
- Sky Raiders (1941)
- Law of the Range (1941)
- Riders of Death Valley (1941)
- Rawhide Rangers (1941)
- Man from Montana (1941)
- Fighting Bill Fargo (1941)
- Don Winslow of the Navy (1942)
- Treat 'Em Rough (1942)
- Stagecoach Buckaroo (1942)
- Gang Busters (1942)
- Junior G-Men of the Air (1942)
- Destination Unknown (1942)
- Mug Town (1942)
- The Adventures of Smilin' Jack (1943)
- Don Winslow of the Coast Guard (1943)
- Cheyenne Roundup (1943)
- The Lone Star Trail (1943)
- Adventures of the Flying Cadets (1943)
- The Great Alaskan Mystery (1944)
- Boss of Boomtown (1944)
- Raiders of Ghost City (1944)
- Mystery of the River Boat (1944)
- Jungle Queen (1945)
- The Master Key, co-regia di Lewis D. Collins - serial (1945)
- Secret Agent X-9 - serial cinematografico (1945)
- The Royal Mounted Rides Again (1945)
- The Daltons Ride Again (1945)
- The Scarlet Horseman (1946)
- Lost City of the Jungle (1946)
- Wild Country (1947)
- I briganti (The Michigan Kid) (1947)
- Law of the Lash (1947)
- Range Beyond the Blue (1947)
- West to Glory (1947)
- Border Feud (1947)
- Il ritorno dei vigilanti (The Vigilantes Return) (1947)
- Pioneer Justice (1947)
- Ghost Town Renegades (1947)
- Stage to Mesa City (1947)
- Return of the Lash (1947)
- Black Hills (1947)
- The Fighting Vigilantes (1947)
- Shadow Valley (1947)
- Cheyenne Takes Over (1947)
- Check Your Guns (1948)
- Tornado Range (1948)
- The Westward Trail (1948)
- The Hawk of Powder River (1948)
- The Tioga Kid (1948)
- The Return of Wildfire (1948)
- Dead Man's Gold (1948)
- Mark of the Lash (1948)
- Gunning for Justice (1948)
- Hidden Danger (1948)
- Frontier Revenge (1948)
- La frusta nera (Outlaw Country) (1949)
- Crashing Thru (1949)
- Shadows of the West (1949)
- Law of the West (1949)
- Billy il mancino (Son of Billy the Kid) (1949)
- Son of a Badman (1949)
- West of El Dorado (1949)
- Range Justice (1949)
- Jungle Safari (1956)